# آرلي راسل هوكسشيلد
آرلي راسل هوكسشيلد (بالإنجليزية: Arlie Russell Hochschild) (ولدت في 15 يناير عام 1940)، أستاذة فخرية أمريكية في علم الاجتماع في جامعة كاليفورنيا في بركلي، وكاتبة. ركزت هوكسشيلد كثيرًا على المشاعر الإنسانية التي تكمن وراء المعتقدات والممارسات الأخلاقية والحياة الاجتماعية بشكل عام. ألفت تسعة كتب، من بينها غرباء في أرضهم: الغضب والحداد على اليمين الأمريكي، الذي وصل إلى نهائيات جائزة الكتاب الوطني. واصلت في كتابها النوبة الثانية، والقلب المنظم، وإلزام الوقت، تقليد سي رايت مايلز في رسم الروابط بين المشاكل الخاصة والقضايا العامة.
تسعى هوكسشيلد إلى توضيح الدور الأساسي للعاطفة وعمل إدارة العاطفة، الشكل المدفوع الذي تسميه «العمل العاطفي». وبالنسبة لها، فإن «التعبير عن المشاعر وإدارتها عملياتٍ اجتماعية. يعتمد ما يشعر به الناس ويعبرون عنه على الأعراف المجتمعية، وفئة الفرد الاجتماعية ومكانته، والعوامل الثقافية». وتلتزم أجندتها بـ «فهم كيفية تغيير الشؤون الشخصية باستمرار من خلال المؤسسات القوية، والاتجاهات الاقتصادية والثقافية».

## فكر هوكسشيلد

### العاطفة بوصفها اجتماعية
تبدأ هوكسشيلد أطروحتها بأن المشاعر الإنسانية - الفرح والحزن والغضب والغبطة والغيرة والحسد واليأس - هي في جزئيةٍ كبيرة منها اجتماعية. وتجادل بأن كل ثقافة تزودنا بنماذج أوليةٍ للشعور والتي هي مثل المفاتيح المختلفة على البيانو، تنسجم مع نغمات داخلية مختلفة. وتشير إلى أن كلمة «مريض» لدى التاهيتيين قد تتطابق في الثقافات الأخرى مع الحسد أو الاكتئاب أو الغم أو الحزن.
ترشد الثقافة فعل التعرف على الشعور من خلال اقتراح ما يمكن أن نشعر به. تستشهد هوكسشيلد في كتابها القلب المنظم بالروائي التشيكي ميلان كونديرا، الذي كتب أن الكلمة التشيكية «ليتوست» تشير إلى شوق لا يمكن تحديده، ممزوج بالندم والحزن، كوكبة من المشاعر لا مثيل لها في أي لغة أخرى. لا يعني ذلك أن غير التشيكيين لم يشعروا أبدًا بما تشير إليه الكلمة، كما تشير أنهم ليسوا مدعوين بالطريقة نفسها، لتناول الشعور وتأكيده، بدلاً من تجاهله أو كبحه.
تؤكد هوكسشيلد في كتابها القلب المنظم أننا نمتلك أفكارًا عما يجب أن تكون عليه المشاعر، بصرف النظر عما نعتقد أنه شعور. فنحن نقول: «يجب أن تكون سعيدًا بفوزك بالجائزة» أو «يجب أن تكون غاضبًا مما فعله». ونقيّم التوافق بين الشعور والسياق في ضوء ما تسميه «قواعد الشعور»، والتي تكون متجذرة بعمق في الثقافة. نحاول في ضوء قواعد الشعور هذه إدارة مشاعرنا -أي نحاول أن نكون سعداء في حفلة، أو حزينين في جنازة. يكون الشعور في كل هذه الطرق -تجربتنا في التفاعل، وتعريفنا للشعور، وتقييمنا للمشاعر وإدارتها- اجتماعيًا.
قدمت هوكسشيلد في عملها اللاحق «مفهوم قواعد التأطير» والذي يوفر سياقًا لقواعد الشعور. توضح أن قواعد التأطير هي «القواعد التي تحكم كيفية رؤيتنا للمواقف»، وكيف «تشير إلى الإطار المعرفي والهادف والتفسيري الذي تقع ضمنه قواعد الشعور». من الأمثلة التي توضح العلاقة بين قواعد التأطير وقواعد الشعور: «العرف القائل بوجوب أن تكون المرأة في المنزل هو قاعدة تأطير، في حين أن عرف الشعور بالسعادة حيال التواجد في المنزل، أو الشعور بالذنب بشأن التغيب، هو قاعدة شعور».
يُدرّس التعبير العاطفي والإدارة العاطفية في المجال الخاص، ومن خلال المشاركة في الحياة العامة في وقت لاحق.